# Vulpes cana
La volpe di Blanford (Vulpes cana Blanford, 1877) è una volpe diffusa in alcune regioni del Medio Oriente. È una delle specie più piccole del genere Vulpes e ha dimensioni di poco superiori a quelle del fennec, suo stretto parente; in passato, entrambe le specie erano classificate in un genere separato, Fennecus.

## Descrizione
Sebbene sia priva della vivace colorazione della volpe rossa (Vulpes vulpes), con la quale condivide l'areale, la volpe di Blanford non è meno appariscente. Il suo mantello è morbido e variopinto, generalmente di colore bruno-ruggine con sottopelo grigio, e segnato da peli di guardia neri, mentre il ventre e la gola sono di un bianco-crema chiaro. Una caratteristica striscia nera corre dalla parte posteriore del collo fino al centro del dorso, e la coda è spesso nera all'estremità, o meno frequentementemente bianca. Questa piccola volpe ha muso breve e sottile, orecchie molto grandi e coda lunga e folta, ed è stato detto che abbia aspetto e movenze simili a quelle di un felino. Il muso appuntito presenta una caratteristica striscia nera che va dagli occhi al labbro superiore. Misura 42 cm di lunghezza, ha una coda di 28–30 cm, è alta alla spalla 30 cm e pesa 0,9-1,5 kg.

## Distribuzione e habitat

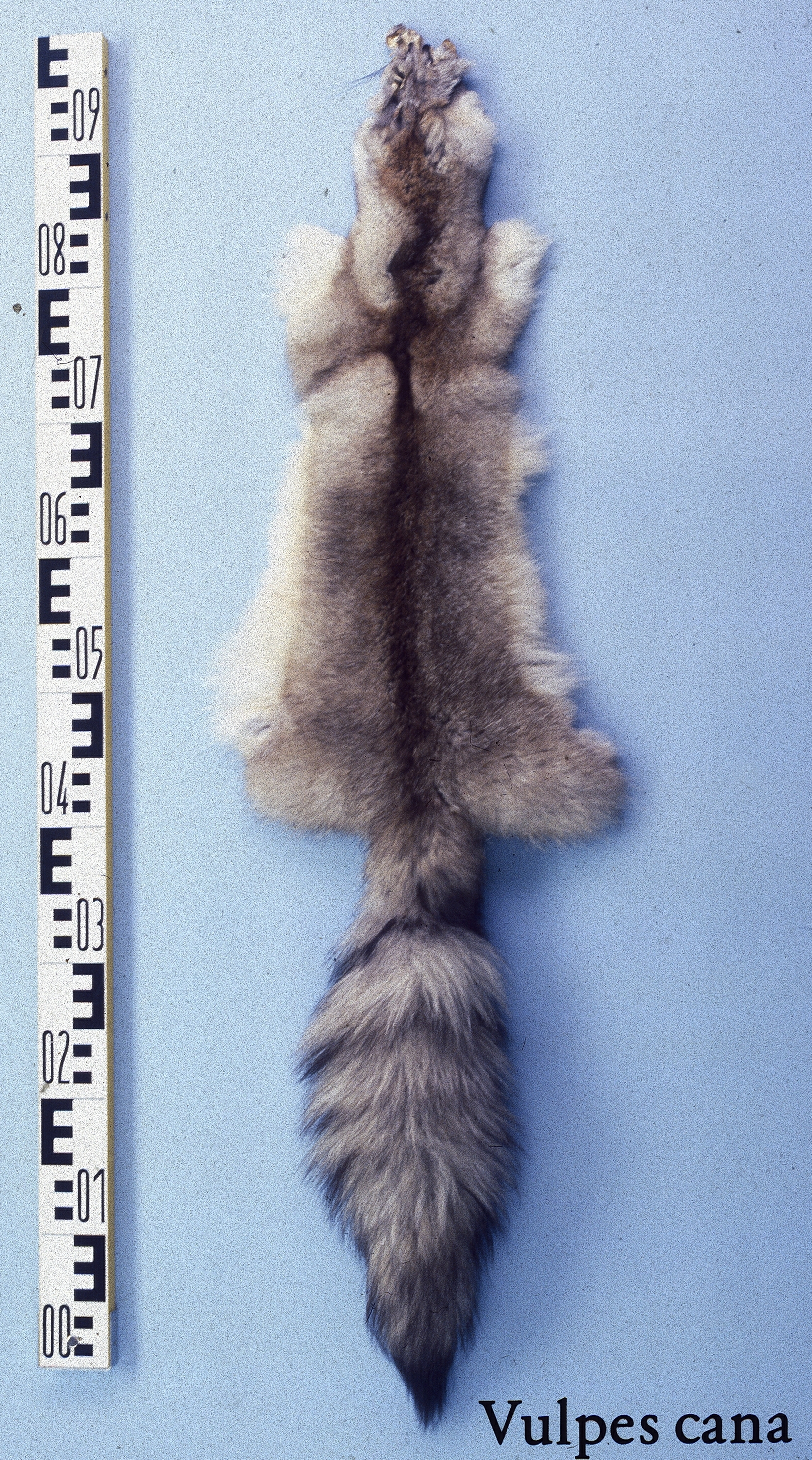
Pelle di volpe di Blanford.

Fino a non molto tempo fa si riteneva che la volpe di Blanford vivesse unicamente in alcune regioni dell'Asia centrale, come l'Afghanistan, l'Iran nord-orientale, il Turkmenistan e il Belucistan. Nel 1981, tuttavia, la specie venne scoperta anche nelle regioni meridionali di Palestina, dove si è rivelata molto numerosa, e nel corso degli ultimi dieci anni è stata rinvenuta anche nella penisola del Sinai, nell'Oman, in Arabia Saudita, in Giordania e in altre zone del Medio Oriente, e sembra che il suo areale - seppur frammentato - si estenda a tutta la penisola arabica.
Generalmente si incontra in regioni montuose semiaride fino a 2000 m di quota, e predilige le scarpate rocciose, i canyon e le falesie. In alcune aree è stata vista pattugliare i letti dei torrenti in secca, ove le prede sono spesso abbondanti. In un primo momento si pensava che evitasse le pianure arroventate, ma poi, in Palestina, è stata trovata non lontana dal Mar Morto (la depressione più profonda della Terra), un'area dove in estate le temperature raggiungono punte estreme.

## Biologia
Le volpi di Blanford sono rigorosamente monogame e possiedono territori che si sovrappongono marginalmente a quelli delle coppie adiacenti. Tuttavia, i membri della coppia cacciano, vanno in cerca di cibo e trascorrono quasi tutto il tempo da soli. La dieta, onnivora, consiste perlopiù di insetti, piccoli mammiferi e frutta, ed è stato riportato che quella di Blanford è più frugivora di altre volpi. L'animale è stato visto mangiare nei terreni coltivati e sembra prediligere, in alcune aree, meloni, grappoli d'uva e frutti di olivo russo (Elaeagnus angustifolia).
Le volpi di Blanford si accoppiano generalmente tra gennaio e febbraio, ma in cattività sono state viste accoppiarsi fino ad aprile inoltrato. Dopo un periodo di gestazione di 50-60 giorni, la femmina dà alla luce una cucciolata composta da uno a tre volpacchiotti. I piccoli vengono nutriti esclusivamente con latte fino a quando non vengono svezzati, a 30-45 giorni di vita, periodo nel quale iniziano ad accompagnare i genitori nelle loro scorribande in cerca di cibo. All'età di quattro mesi iniziano a cercare cibo da soli all'interno del proprio territorio, e a partire da 10-12 mesi divengono sessualmente maturi. In natura la durata di vita media è di quattro o cinque anni.

## Conservazione
Classificata dalla IUCN tra le specie a rischio minimo, la volpe di Blanford non è considerata una specie minacciata ed è molto comune nelle regioni sud-orientali di Israele e negli Emirati Arabi Uniti. In Israele gran parte delle zone abitate dalla specie sono area protetta, ma si teme che gli attuali sviluppi politici possano ben presto portare a mutamenti ambientali nel deserto della Giudea. Anche lo sviluppo degli insediamenti umani lungo le coste del Mar Morto può costituire un fattore di rischio per la popolazione di volpi presente nell'area, e lo stesso discorso vale per le popolazioni stanziate negli Emirati Arabi Uniti. In passato le volpi di Blanford sono state cacciate per la loro pelliccia, ma attualmente questa attività è poco praticata e sembra essere confinata unicamente all'Afghanistan. Purtroppo, questa volpe molto curiosa non ha timore dell'uomo ed è quindi piuttosto facile da catturare.